# La barra de este hotel
«La barra de este hotel» es una canción del grupo musical español Duncan Dhu, con música y letra de Diego Vasallo. Incluida en su tercer álbum, El grito del tiempo.

## Descripción
Canción de ritmo muy rápido, con influencias de rock, una de las más célebres de la banda.
Este ritmo presenta similitudes con la canción Babylon, del álbum 666, lanzado en 1972 por la banda griega Aphrodite's Child. 
El tema fue versionado por El Canto del Loco para el álbum Cien gaviotas dónde irán... Un tributo a Duncan Dhu, de 2005.
Incluida además en el recopilatorio Colección 1985-1998.